# Darcetina cinerosa
Darcetina cinerosa är en fjärilsart som beskrevs av Felder 1874. Darcetina cinerosa ingår i släktet Darcetina och familjen nattflyn. Inga underarter finns listade i Catalogue of Life.